# Eurodusni
Eurodusni (hol. EuroDusnie - ne evro) je anarhistički kolektiv iz Lajdena, nastao 1997. godine. Njihove glavne akcije su kritikovanje politike EU, skvotiranje, besplatne radnje i širenje mreže kritičkih informacija. Bili su domaćini drugog okupljanja Narodne globalne akcije u Lajdenu, Holandija.

## Nastanak
U aprilu 1997. grupa ljudi je skvotirala praznu školsku zgradu u Lajdenu, s namerom da organizuje vikend akcija i diskusija po pitanju ujedinjenja Evrope. Ova zgrada je u vlasništvu krupnog trgovca nekretninama a još uvek je koristi Eurodusni kolektiv. 1999. Aktivisti Eurodusnija su takođe skvotirali prizemne spratove u ulicama Hooglandsekerkgracht i Koppenhinksteeg u centru Lajdena, u kojima organizuju različite javne aktivnosti.

## Ciljevi
I pored razlika u mišljenju, ljudi unutar Eurodusnija dele zajedničke stavove o društvu i ideje o tome kako se može promeniti. Eurodusni želi svet bez granica, u kom su najvažniji sloboda, solidarnost i poštovanje za sva živa bića.
Njih pogađa to što u Lajdenu, gradu u kom je Eurodusni nastao, lanci prodavnica zauzimaju više prostora nego mali nezavisni prodavci, a grad postaje preplavljen automobilima. Eurodusni povezuje ljude koji se protive ovakvom razvitku i želi da ponudi alternative putem lokalih projekata i konkretnih akcija. Oni smatraju da što je dobro za rast kapitalističke ekonomije, loše je po interese šire populacije, i da iza maske ekonomskog progresa, prirodna okolina biva ugrožavana na sve strane. Eurodusni smatra da konkurencija nikada ne može biti zdrava osnova na kojoj se gradi društvo, već dogovor i saradnja.

## Stavovi
Članovi Eurodusni kolektiva prihvataju sledeće stavove kao osnov delovanja:
- Nezavisnost od političkih partija. Oni veruju da kada želiš da nešto bude urađeno, moraš sam da se zauzmeš za to, umesto da očekuješ da će političari to uraditi za tebe. Smatraju da je politika gurnula ljude u trgovinu i međunarodne institucije kao što su EU i STO.
- Finansijski nezavisni i antikomercialni. Kolektiv funkcioniše mahom zahvaljujući dobrovoljnim prilozima pojedinaca i donacijama nezavisnih fondova i sopstvenim prihodima.
- Antinacionalno orijentisani.
- Smatraju da sve što se dešava na Zapadu ima posledice u siromašnijim zemljama i zalažu se za svet bez granica.
- Otvorena i nehijerarhijsa struktura. Različiti projekti funkcionišu nezavisno jedan od drugog. Tvrde da je svako ko deli ciljeve Eurodusnija i kome njihove metode odgovaraju, dobrodošao da im se pridruži.

## Projekti
- Dusninjuz, besplatne mesečne novine Eurodusnija koje sadrže novosti, diskusije, obaveštenja po pitanju ekonomske globalizacije, uloge Evropske unije, itd. Izlaze u štampanoj i elektronskoj formi.
- Grupa za direktnu akciju se fokusira na organizovanju kampanja i akcija na teme kao što su kapitalizam, seksizam, japifikacija gradova, pitanja životne sredine i privatizacija javnih službi. Grupa takođe radi na lokalizovanju globalnih kampanja na praktičan i dostupan način.
- Besplatna radnja (hol. Weggeefwinkel) se nalazi u ulici Hoolandsekerkgracht 4 u Lajdenu. Radnja je otvorena pod motom “Sreća nije na prodaju”. Namera je bila direktno se suprotstaviti dominaciji ekonomije koja se povodi novcem na lokalnom, gradskom nivou. Način na koji radnja funkcioniše je suprotan novčanoj ekonomiji jer je u njoj novac bezvredan. Sve u radnji je besplatno, i ako tu ima nečega što vam je potrebno, možete to uzeti bez očekivanja da ćete uraditi nešto za uzvrat.
- Info-šop sadrži kolekciju knjiga, magazina, video snimaka i muzike nekomercijalnog i političkog karaktera, koje ne možete pronaći nigde drugde u Lajdenu. Neke od tema koje su pokrivene su: anarhizam, skvotiranje, životna sredina, seksizam, prava životinja itd.
- Prehrambena zadruga je drugi deo radnje gde se može nabaviti ekološki čista organska, veganska hrana, gotovo po proizvodnoj ceni. Namera zadruge je da pravi zdravu hranu koja ne povređuje ni životinje niti zagađuje okolinu, i da po cenama bude priuštiva većem broju ljudi.
- Globalna radna grupa učestvuje u raznim globalnim kampanjama i unutar mreže Globalne akcije naroda. Iako kolektiv uglavnom radi na borbi protiv lokalnog kapitalizma, uzeo je aktivnu ulogu i unutar tzv. antiglobalističkog pokreta. Eurodusni kolektiv je od svog formiranja 1997. uključen u međunarodnu mobilizaciju protiv kapitalizma. Oni eksplicitno naglašavaju: “Mi nismo protiv globalizacije, mi smo protiv globalizacije kapitalizma i drugih oblika dominacije i težimo direktnoj demokratiji.“[2]

Postoji ukupno oko 10 projekata, koje organizuju razne grupe, u koje je uključeno do 50-ak ljudi, i čiji se predstavnici svake dve nedelje, sastaju na zajedničkom sastanku. Starost ljudi aktivnih u projektima kreće se od 16 do 70. Polovina njih su studenti, oko četvrtina ima plaćene poslove na nekim drugim mestima, a ostali su izabrali da budu bez posla.

## Spoljašnje veze
- Eurodusni sajt